# Вайоро
Вайоро (Ajurú, Ayurú, Uaiora, Wajaru, Wayoró, Wayurú) — почти исчезнувший индейский язык, относящийся к тупарийской ветви языковой семьи тупи, на котором говорят в районе реки Гуапоре ареала Поророка штата Рондония в Бразилии. В настоящее у носителей языка низкая этнолингвистическая жизнеспособность.